# Agrégation de musique
Les concours d’agrégation (externe et interne) de musique sont organisés pour le recrutement des professeurs agrégés de musique.

## Concours externe

### Programme 2015
Dissertation :
- Les modes d'élaboration et de transmission des polyphonies de l'Ars antiqua
- L'ethnomusicologie en France des années 1920 aux années 1980
- L'ensemble orchestral des Intermedi florentins à Atmosphère de Ligeti

Écriture pour une formation donnée à partir d'une ligne mélodique d'environ trente mesures :
- pièce dans le style des cantates pour voix soliste, instrument de dessus et basse continue de Nicolas Clérambault et de Montéclair
- pièce pour violon et piano dans le style des sonates de Beethoven pour cet effectif

### Épreuves d’admissibilité
| Épreuve                                                                                       | Durée | Coefficient |
| 1. Dissertation                                                                               | 6h00  | 1           |
| 2. Épreuve technique : notation d'éléments musicaux à partir de corpus musicaux enregistrés   | 1h45  | 1           |
| 3. Écriture pour une formation donnée à partir d'une ligne mélodique d'environ trente mesures | 6h00  | 1           |

### Épreuves d’admission
| Épreuve                                                        | Préparation | Durée                                                 | Coefficient |
| 1. Leçon devant un jury                                        | 6h00        | 50 minutes exposé : 30 minutes entretien : 20 minutes | 2           |
| 2. Direction de chœur                                          | 30 minutes  | 20 minutes                                            | 1           |
| 3. Épreuve de pratique instrumentale et vocale                 | 1h00        | 15 minutes                                            | 2           |
| 4. Commentaire d'une œuvre musicale enregistrée non identifiée | 20 minutes  | 20 minutes                                            | 1           |